# Lhari
Lhari lub Jiali (tyb. ལྷ་རི་རྫོང, Wylie: lha ri rdzong, ZWPY: Lhari Zong; chiń. upr. 嘉黎县; pinyin Jiālí Xiàn) – powiat we wschodniej części Tybetańskiego Regionu Autonomicznego, w prefekturze Nagqu. W 1999 roku powiat liczył 23 694 mieszkańców.